# ピロ硫酸カリウム
ピロ硫酸カリウム（または、二硫酸カリウム、Potassium pyrosulfate）は、化学式：K2S2O7で表される無機化合物である。

## 製造
硫酸水素カリウムなどのを熱分解することで製造される。
{\displaystyle {\ce {2KHSO4 -> K2S2O7\ + H2O}}}
しかし、600℃以上の温度になると、そこから硫酸カリウムと三酸化硫黄に分解される。
{\displaystyle {\ce {K2S2O7 -> K2SO4\ + SO3}}}

## 用途
ピロ硫酸カリウムは主に分析化学で利用される。
定量分析前に試料を完全に溶解するために、ピロ硫酸カリウム（もしくは、フッ化カリウムとの混合物）に溶融させる。
三酸化硫黄の工業生産において、五酸化バナジウムと共に触媒として使用される。